# Megalodicopia hians
Megalodicopia hians és una espècie de tunicat de la classe dels ascidiacis que viu ancorada al llarg de les parets dels profunds canons oceànics i al sòl marí. L'animal es reconeix immediatament per la seva aparença peculiar. El seu sifó semblant a la boca es tanca ràpidament cada vegada que un petit animal hi entra. Un cop ha atrapat una presa, manté la trampa tancada fins que està de nou a punt per menjar. Se sap que viuen al canó de Monterey a profunditats de 200-1.000 metres. S’alimenten majoritàriament de zooplàncton i animals diminuts.